# Allan Jay
Allan Louis Neville Jay, född 30 juni 1931 i London, död 5 mars 2023, var en brittisk fäktare.
Jay blev tvåfaldig olympisk silvermedaljör i värja vid sommarspelen 1960 i Rom.